# Brigada de la Libertad
La Brigada de la Libertad, fue un equipo de superhéroes que estuvieron activos en la década de los años 40 en su universo paralelo conocido como Tierra-12 (un mundo Pre-Crisis que parodiaba a los héroes del Universo DC y a otros héroes de otras editoriales), creados para la editorial DC Comics, debutaron en las páginas de la revista de historietas Showcase Vol. 1 #62 (mayo-junio de 1966), son reconocidos por ser los padres de los miembros del equipo hazme reír/parodia de los héroes de DC Comics, Los Cinco Inferiores, los héroes más incompetentes de DC Comics. Sin embargo, a diferencia de sus atolondrados hijos, la Brigada era una fuerza formidable, seria y determinada en su lucha contra el mal. La mayoría de los miembros de la Brigada, a saber, fueron los siguientes héroes: Capitán Swift, The Bowman, Princess Power, Mr. Might y The Mermaid, que fueron parodias de otros personajes del Universo DC como: The Flash, Flecha Verde, Wonder Woman, Superman y Aquaman. La Brigada de la Libertad apareció sólo dos veces: En los números #62 y #65 respectivamente de la revista Showcase de DC

## Historia
En su primera aparición los miembros a aprecen estando retirados de la Brigada de la Libertad, donde se encargaron de persuadir a sus descendientes de convertirse en héroes ya que habían heredado o adquirido ciertas habilidades y se uniesen formando un equipo, que prácticamentr se convertiría en el denominado equipo de Los Cinco Inferiores.
En su segunda aparición, se convirtieron en los mentores e instructores de la Academia de Super-Héroes de Dean Egghead's (siendo una parodia a la academia de mutantes del profesor Charles Xavier y los X-Men).

## Miembros
- The Patriot (Mr. Víctor, cuyo primer nombre nunca fue revelado) - The Patriot viene de una familia de héroes que, para la década de 1960, venían luchando contra el crimen por más de 130 años De hecho, The Patriot es el hijo de Reed Víctor, también conocido como Yellowjacket quien, junto a su compañero Platón, habían combatido al crimen durante la década de los años 20 (como referencia a la parodia del trabajo de héroes de la radio de los años 30 como lo eran Green Hornet y Kato). Cuando la Brigada de la Libertad se retiró, The Patriot se casó con su compañera de equipo Lady Liberty, y dieron a luz a un hijo llamado Myron Víctor, que más tarde se convirtió en Merryman, líder de Los Cinco Inferiores.
- Lady Liberty (Miss Berkeley, cuyo primer nombre nunca fue revelado, luego sería conocida como Sra. Víctor) - Lady liberty también proviene de una larga lista de heroínas y héroes. Por ejemplo, su antepasado, Sir Chauncey Berkeley, luchó contra la tiranía a finales del siglo XVIII en Francia como el héroe llamado Crimson Chryssanthemum (una parodia a Scarlet Pimpemtel).
- Capitán Swift (Sr. Cramer, cuyo primer nombre nunca fue revelado) - No se sabe mucho del Capitán Swift, excepto que él es el padre de Herman Cramer, también conocido como The Blimp. El traje del Capitán Swift es casi idéntico al de The Flash.
- The Bowman (Mr. King, cuyo primer nombre nunca fue revelado) - No se sabe mucho del arquero conocido como Bowman, excepto que él es el padre de William King, alias White Feather. El traje de Bowman es casi idéntico al traje original de Flecha Verde, ese que posee guantes rojos y traje de Robin Hood verde.
- Princess Power (Cuyo nombre de pila nunca fue revelado, luego sería conocida como Sra. Tremor) - No se reveló mucho acerca de la Princess Power, excepto que era la madre de Dumb Bunny y vestía un traje prácticamente idéntico al de Wonder Woman.
- Sr. Might (Barb-Ell, del planeta Neón alias Mr. Brent cuyo primer nombre nunca fue revelado) - Cuando la Brigada de la Libertad se retiró, el Sr. Might se casó con su compañera de equipo, The Mermaid. The Mermaid pronto daría a luz a Leander Brent, más tarde llamado Awkwardman. Sr. Might afirmó que Barb-Ell nació en el planeta Neón, hijo de Dumb-Ell. Después de que los ciudadanos de Neón ignoraran sus advertencias sobre la estrucción de su planeta, Dumb-Ell envió a su hijo Barb-Ellen un cohete a la Tierra (de ahí el argumento cómico hacia Superman). por supuesto Neón nunca explotó. ¡Dumb-Ell, resultó ser un completo chiflado! para su edad de retiro en el momento que reveló dicha afirmación.
- The Mermaid (Cuyo nombre de nacimiento nunca fue revelado, pero más adelante sería conocida como Sra. Brent) - Aunque nunca se supo concretamente sobre The Mermaid, está claro que ella si tenía la intención de ser de origen Atlante. Cuando la Brigada de la Libertad se retiró The Mermaid se casó con su compañero de equipo, el Sr. Might. The Mermaid pronto daría a luz a su hijo Leader Brent.

## Enemigos
La Brigada de la Libertad comentaba que en el pasado, combatieron a sus propios villanos, que más tarde, también fueron los villanos de sus hijos, tales son los casos de:
- Dr. Evil: - La policía de Megalópolis disolvió su división de científicos locos después de que la Brigada de la Libertad acabase la carrera criminal del villano.
- The Masked Swastika: - Enemigo de The Patriot. Conocido en su mundo como el agente principal de Hitler. Los Cinco Inferiores luego posteriormente desenmascarían a Masked Swastika, revelando que se parecía a Napoleón Bonaparte.
- Sparrow: - Enemigo de Bowman.
- The Speed Demon: - Enemigo del Capitán Swift.
- The Silver Sorceress: - Enemigo de la Princesa Power.

## Retcons Post-Crisis
Luego de los acontecimientos de la Crisis en las Tierras Infinitas, muchas de las aventuras de la Brigada de la Libertad debieron ser retconeadas para encajar con la nueva continuidad. Solo la historia revisada de Princess Power fue revelada en algún momento. La Princesa Power, se hizo saber, que era parte de una tribu subterránea perdida del Amazonas descubierta por el Prof. O'Day. Después de que ella se retirase, la Princesa Power se casó con O'Day, su verdadero amor. Creía que podía manejar su vida con una mujer con superpoderes, pero descubrió que nunca podría hacerlo completamente y terminó por abandonarla después de que naciera su hija, Athena Tremor. El Prof. O'Day sin embargo, ayudó a su hija, pero necesitaba tener una relación más normal. Con el tiempo, este se casó con otra mujer, pero ella murió poco tiempo después de dar a luz a su segunda hija, Ángel O'Day. La Princesa Power regresaría años después y se llevó a los dos. La pareja pronto volvería a casarse. La Princess Power posteriormente falleció por causas naturales.